# Тальхайм-бай-Вельс
Тальхайм-бай-Вельс (нем. Thalheim bei Wels) — ярмарочная коммуна (нем. Marktgemeinde) в Австрии, в федеральной земле Верхняя Австрия.
Входит в состав округа Вельс. Население составляет 5332 человека (на 31 декабря 2005 года). Занимает площадь 16 км². Официальный код — 41823.

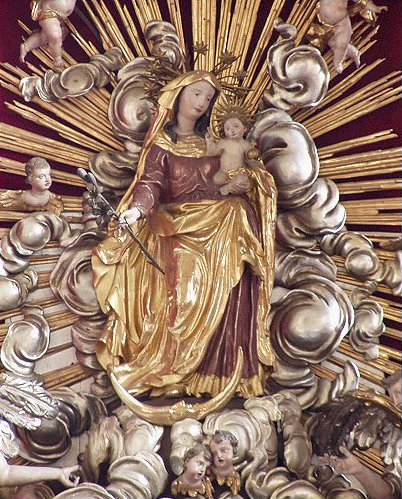
Тальхайм-Вельс

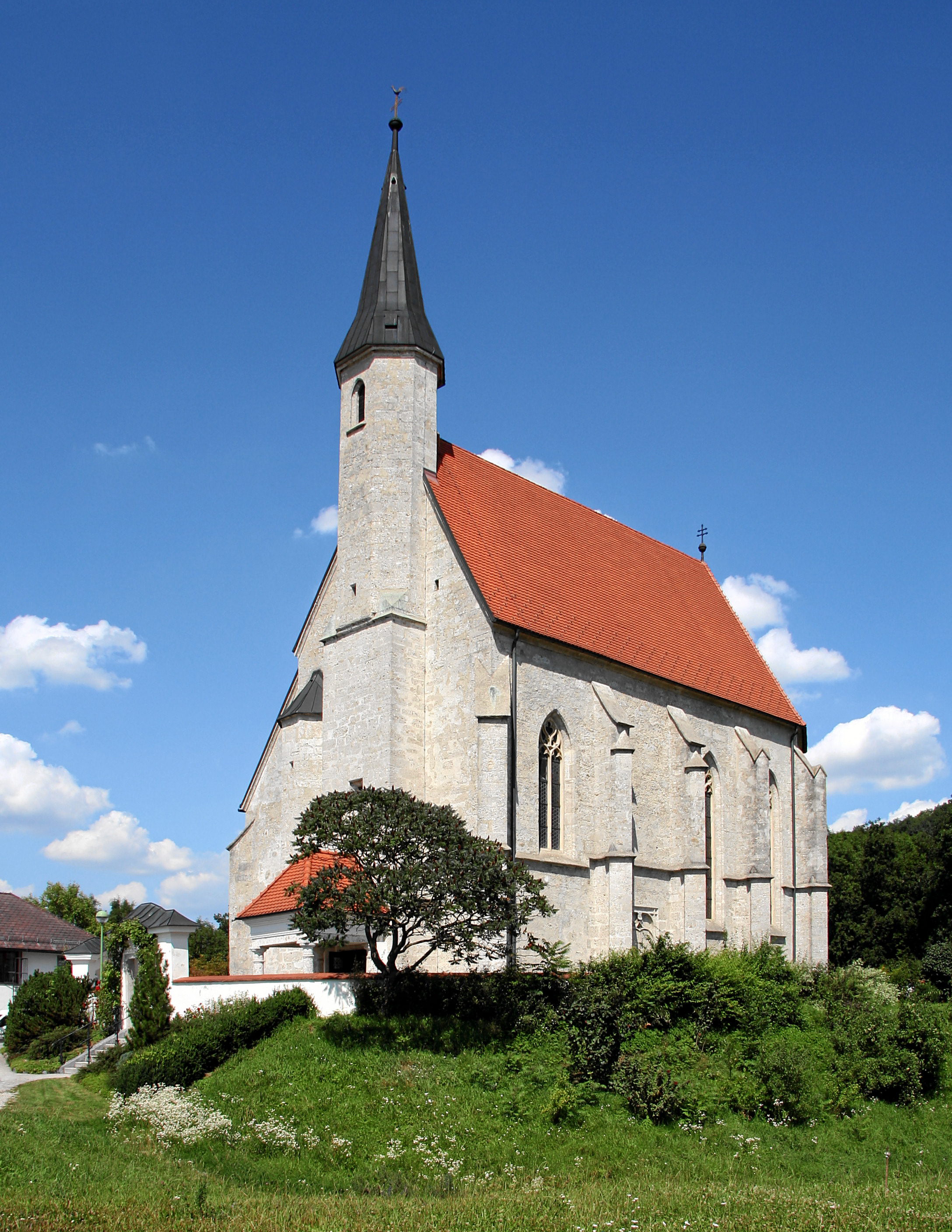
Тальхайм-Вельс

## Политическая ситуация
Бургомистр коммуны — Андреас Штоккингер (АНП) по результатам выборов 2003 года.
Совет представителей коммуны (нем. Gemeinderat) состоит из 31 места.
- АНП занимает 12 мест.
- СДПА занимает 12 мест.
- Зелёные занимают 4 места.
- АПС занимает 3 места.